# Libro de historietas

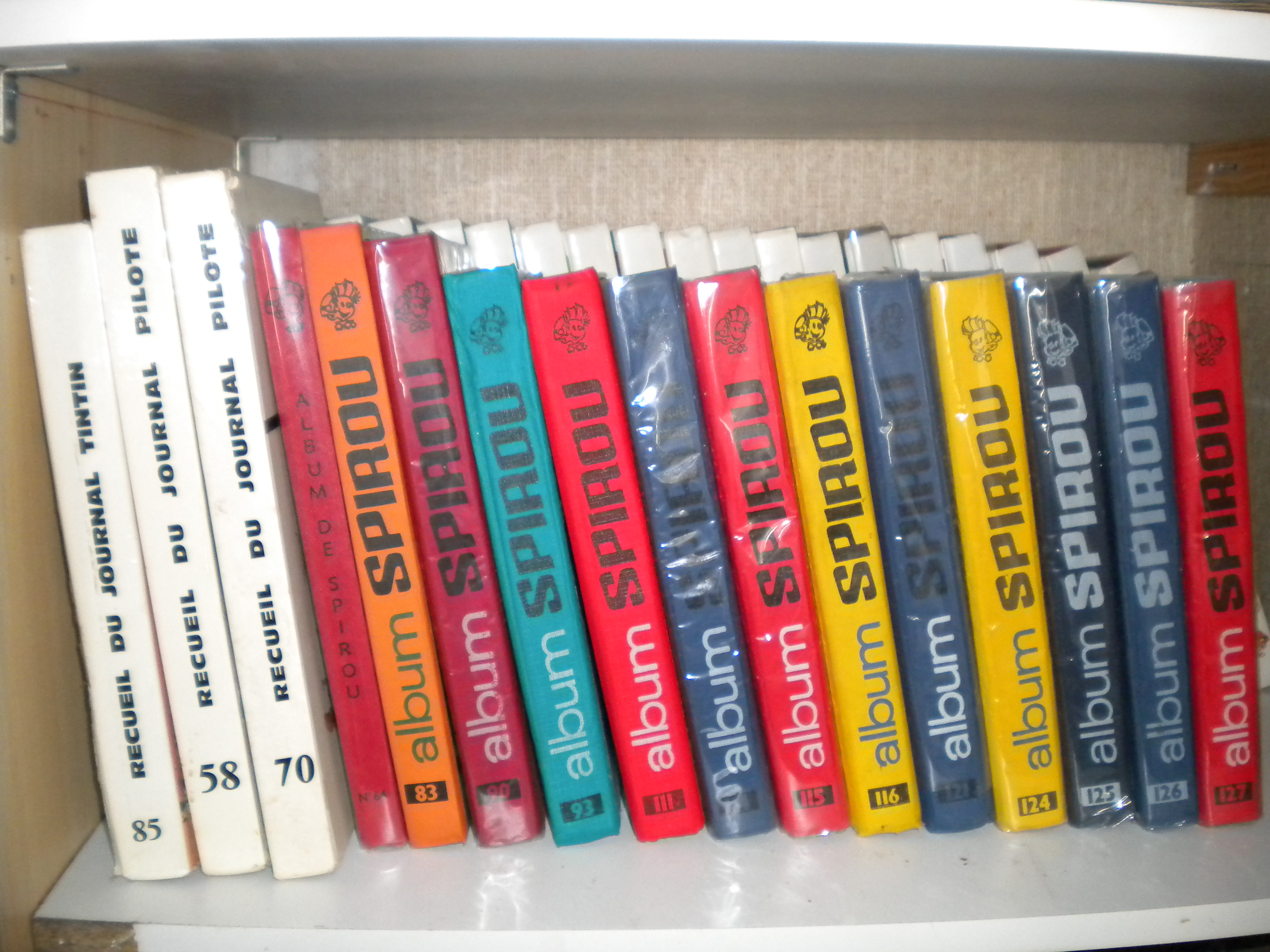
Estante con libros de historietas francófonos.

Los libros de historietas son publicaciones periódicas de historietas editadas a un ritmo regular, y donde generalmente se presentan historias completas (relatos completos o gags en una plancha), a veces mezcladas con historias en episodios; ejemplos de este tipo de publicaciones son por ejemplo: Le Journal de Spirou, Pilote, Lapin, Fluide Glacial, Psikopat, así como ciertas publicaciones de Disney, etc.
Cuando el editor (Hachette, Dupuis, etc.)  también publica álbumes, el libro de historietas con frecuencia sirve entonces como prepublicación.